# Дунама IV
Дунама IV (*д/н —1424) — 6-й маї Борну в 1422—1424 роках.

## Життєпис
Походив з династії Сейфуа, з гілки Ідрісі. Син маї Омара I. Про молоді роки обмаль відомостей, ймовірно брав участь у боротьбі за трон між гілками правлячої династії — Ідрісі й Дауді.
1422 року зміг повалити маї Османа III з гілки Дауді. Втім продовжив боротьбу з його родичами, повсталими військовиками та набігами хауса, арабів і білала. У 1424 році в місцині Наніґам зазнав поразки й загинув. Трон перейшов до його брата Абдаллаха III.